# Club Comercial Aguas Verdes
Comercial Aguas Verdes es un club de fútbol peruano, con sede en la ciudad de Zarumilla, Provincia de Zarumilla, Departamento de Tumbes. Fue fundado en 1971 y participa en la Copa Perú donde fue subcampeón en la edición 1979.

## Historia
El club Deportivo Comercial Aguas Verdes fue fundado el 21 de marzo de 1971  por pequeños comerciantes de Aguas Verdes tales como, Angel Romani Malpartida, Jacinto Romani Malpartida, Clemente Sosa Namuch, Cesar Becerra, Segundo Jirón, Juan Jirón, Edel García(Padre), Amador Garabito, Reyes. Ocho años después de su fundación, luego de haber destacado en la etapa regional del norte, se clasificó a la finalísima de la Copa Perú 1979.
En aquella finalísima jugada en la ciudad de Lima, el elenco verde tuvo que enfrentarse a elencos de trayectoria como el Defensor Lima (que venía de descender de la máxima categoría la temporada anterior), la Universidad Técnica de Cajamarca, Deportivo Centenario de Ayacucho, Deportivo Garcilaso del Cusco y ADT de Tarma.
En su primer encuentro en la finalísima, Aguas Verdes iniciaría con el pie izquierdo el certamen al caer derrotado 2 -1 ante Defensor Lima, y que a la postre sería la única derrota de los verdes en la finalísima. En el segundo encuentro el elenco de Zarumilla se enfrentó a la Universidad Técnica de Cajamarca, derrotándola por la mínima diferencia (1-0). En la tercera jornada, el rival sería el Centenario de Ayacucho al que le aplicarían una goleada de 5-0. Comercial Aguas Verdes demostraría su estirpe ganadora al imponerse en el cuarto encuentro al Deportivo Garcilaso del Cusco por 2 -0, sin embargo en el último encuentro de la finalísima no pudo superar a la Asociación Deportiva Tarma y un empate 0-0 le otorgaría el título a los celestes dejando una enorme tristeza y desazón en el elenco fronterizo que debió conformarse con el subcampeonato.
Al año siguiente, Aguas Verdes, como subcampeón, fue invitado a jugar la Finalísima de 1980. Pero el equipo ya no era el mismo del año anterior. Con los empates obtenidos en el certamen y la derrota ante León de Huánuco, se vieron truncados sus sueños de integrar la máxima categoría. Posteriormente Aguas Verdes desaparecería de los primeros planos y solo cumpliría regulares actuaciones en la Liga Distrital de Zarumilla. En el año 2009 fue campeón provincial y logró llegar hasta la Etapa Departamental de Tumbes, en la cual quedó en penúltimo lugar.
Regresó a una Etapa Nacional en la Copa Perú 2016 donde terminó la primera fase en el puesto 7 de la tabla general luego de vencer a Atlético Grau en la última fecha. Enfrentó en octavos de final a EGB Tacna Heroica que lo derrotó por 3-1 de visita y luego Aguas Verdes quedó eliminado tras ganar por 1-0 en el partido de vuelta en Zarumilla. En los años siguientes participó de la Liga Superior de Tumbes pero no pudo superar la primera fase de ese torneo. En 2019 regresó a su liga distrital y desde el año siguiente dejó de participar en torneos oficiales, En el 2024 anunció su regreso desde la segunda división distrital de Zarumilla.

## Uniforme
- Uniforme titular: Camiseta verde, pantalón verde, medias verdes.
- Uniforme titular: Camiseta amarilla, pantalón verde, medias verdes.

## Datos del club
- Temporadas en Primera División:  0
- Temporadas en Segunda División:  0.
- Mejor resultado obtenido:
  - En campeonatos nacionales de local: Comercial Aguas Verdes 5:0 Centenario (7 de octubre de 1979)
  - En campeonatos nacionales de visita: Cristal Tumbes 2:9 Comercial Aguas Verdes (18 de septiembre del 2016)
- Peor resultado obtenido:
  - En campeonatos nacionales de local:
  - En campeonatos nacionales de visita:

## Entrenador
- Antonio Rodríguez (1971)
- Edel "QUESO" Garcia Palas (1993)
- Carlos "LOCO" Carbonell (1994)
- Carlos "PERIQUITO" Colona (1998)
- Catalino Peña (1999)

## Palmarés

### Torneos nacionales
| Competición nacional | Títulos | Subcampeonatos |
| -------------------- | ------- | -------------- |
| Copa Perú (0/1)      |         | 1979           |

### Torneos regionales
| Competición regional                 | Títulos                       | Subcampeonatos |
| ------------------------------------ | ----------------------------- | -------------- |
| Etapa Regional - Región I (1/0)      | 1979.                         |                |
| Liga Departamental de Tumbes (3/1)   | 1977, 1978, 1985.             | 2016.          |
| Liga Provincial de Zarumilla (5/0)   | 1976, 1977, 1978, 2009, 2016. |                |
| Liga Distrital de Zarumilla (4/2)    | 1998, 1999, 2015, 2016.       | 2009, 2010.    |
| Segunda Distrital de Zarumilla (0/1) |                               | 2024.          |